# Diesel (1942)
Diesel ist eine deutsche Filmbiografie aus dem Jahre 1942 von Gerhard Lamprecht mit Willy Birgel in der Titelrolle.

## Handlung
1870. Der zwölfjährige Rudolf Diesel wird von seinem in Paris lebenden Vater nach Deutschland geschickt, da Vater Diesel in Frankreich keine gute Schulausbildung bezahlen kann. Rudolfs Onkel, der Lehrer Prof. Barnickel, kümmert sich darum, dass der ebenso aufgeweckte wie technisch begabte Junge daheim studieren kann.
19 Jahre später will der junge Ingenieur Diesel auf der Weltausstellung seinen jüngst konstruierten Ammoniakmotor präsentieren, erkennt aber im letzten Moment, dass es sich dabei um eine fürchterliche Fehlkonstruktion handelt. Tief enttäuscht vom eigenen Unvermögen, beschließt Diesel, sich von Forschung und Erfindertum zurückzuziehen, und nimmt stattdessen den Posten eines Generalvertreters des Eismaschinenherstellers Linde an. Auch Rudolfs Ehefrau Martha und sein Freund, der Elsässer Lucien Vogel, können ihn von diesem Entschluss nicht abhalten.
Die folgenden Jahre bedeuten für den finanziell abgesicherten Rudolf Diesel und seine Familie – Martha hat ihm drei Kinder geboren – ein Leben in Wohlstand. Die Reisen durch Deutschland machen ihm aber auch klar, dass die Welt auf eine wichtige Erfindung wartet: den nicht von offenem Feuer und Dampf angetriebenen Motor. Der Erfindergeist übermannt ihn, worauf Diesel seinen sicheren Arbeitsplatz kündigt und sich zum Tüfteln in seine Werkstatt zurückzieht. Seine forscherische Befriedigung geht einher mit beträchtlichen Einschränkungen für die Familie, die sich nun von der geräumigen Wohnung trennen und sich nach einer sehr viel bescheideneren Unterkunft umsehen muss. Bald gelingt Diesel der Durchbruch. In dem Direktor der Maschinenfabrik Augsburg, Heinrich von Buz, findet der Tüftler einen wohlwollenden Unterstützer. Doch Buz verlangt, dass er den Chef der Krupp-Werke in Essen zwecks einer finanziellen Beteiligung mit ins Boot holt.
Krupp ist zur Finanzierung des Diesel-Motors bereit, und so beginnt die Produktion der Motoren in den Augsburger Werkhallen der Firma Buz. Nach vielen Rückschlägen kann Diesel mit Unterstützung des Firmeneigners, der fest an Diesels Erfindung glaubt, nach dreieinhalb Jahren den ersten gebrauchsfähigen Dieselmotor vorlegen. Sein Erfinder wird über Nacht berühmt, und bald entsteht in Augsburg eine Fabrik, die einzig Rudolf Diesels Motoren herstellt. Doch die Profitgier seiner Geschäftsführer führt bald zu einem deutlichen Qualitätsverlust. Am Ende dieser Entwicklung steht der Firmenbankrott. Zu allem Unglück macht ihm der Ingenieur Scheuermann auch noch sein Patent streitig. Diesel erleidet daraufhin einen Nervenzusammenbruch, kann aber den nachfolgenden Prozess vor dem Patentgericht gewinnen. Fortan nimmt seine Erfindung einen Siegeszug durch die ganze Welt, und seine robusten Motoren werden in Fahrzeugen wie Maschinen eingebaut.

## Produktionsnotizen
Die Dreharbeiten zu Diesel wurden am 9. Februar 1942 begonnen und endeten erst im September desselben Jahres. Gedreht wurde in den Prager Hostiwar-Ateliers, im Tonfilmstudio Carl Froelich, Berlin, sowie in der Ufastadt in Babelsberg. Der Film passierte die Zensur am 16. Oktober 1942 und wurde für die Jugend freigegeben. Die Uraufführung von Diesel fand am 13. November 1942 in Augsburg statt. In Berlin lief der Film erst am 9. Februar 1943 in zwei Erstaufführungstheatern an.
Die Herstellungskosten beliefen sich auf 2.349.000 RM. Damit war Diesel ein recht kostspieliger Film. Bis April 1943 hatte der Film aber bereits 1.941.000 RM eingespielt.
Der Film basiert auf einer 1937 veröffentlichten Biografie des Schriftstellers Eugen Diesel, einem Sohn Rudolf Diesels.
Co-Autor und Herstellungsgruppenleiter Richard Riedel übernahm auch die Herstellungs- und Produktionsleitung. Von Erich Kettelhut stammen die Filmbauten, Bruno Suckau sorgte für den Ton.

## Besetzung
Die sehr umfangreiche Besetzung weist einige Besonderheiten auf.
- Der zwölfjährige Michael Braun, Sohn des Filmregisseurs Harald Braun, gab hier seinen Einstand als Schauspieler vor der Kamera. Er verkörperte den jungen Diesel. Vor die Kamera sollte Braun nie mehr zurückkehren, stattdessen machte er sich in den 60er Jahren einen Namen als Fernsehregisseur.
- Für den altgedienten Kinoveteranen und -pionier Viggo Larsen war Diesel wiederum die Abschiedsvorstellung.
- Gerhard Lamprecht, der bereits seit 1921 als Stummfilmregisseur gearbeitet hatte, ermöglichte hier einer Reihe von ihm seit seinen Anfängerjahren bekannten Stummfilmdarstellern, die einst veritable Stars gewesen waren, kleine Spätauftritte, darunter Leo Peukert und Louis Ralph. Beide hatten, wie auch Larsen, bereits vor dem Ersten Weltkrieg intensiv gefilmt.

## Einordnung
Der Film steht in der Tradition diverser anderer Großproduktion des Dritten Reichs, mit denen vor allem zwischen 1939 und 1943 überlebensgroßen Persönlichkeiten der deutschen bzw. mitteleuropäischen Geschichte aus Politik, Kunst und Wissenschaft gehuldigt werden sollte. Darunter fallen Robert Koch, der Bekämpfer des Todes, Friedrich Schiller – Der Triumph eines Genies, Bismarck, Der große König, Ohm Krüger, Rembrandt, Andreas Schlüter und Paracelsus. Die Intention hinter diesen in der Regel sehr teuer und aufwendig produzierten und hochkarätig besetzten Filmbiografien war durchgehend eine politische: Es galt, eine Analogie zu Adolf Hitler und dessen von der NS-Propaganda behauptetem „Genie“ herzustellen.

## Auszeichnungen
Der Film erhielt 1942 mehrere Prädikate:
- Staatspolitisch und künstlerisch wertvoll
- Volkstümlich wertvoll
- Jugendwert

## Kritiken
Boguslaw Drewniaks Der deutsche Film 1938–1945, Ein Gesamtüberblick. Düsseldorf 1987, S. 301, schrieb: „Laut offiziellen Nachrichten hat Eugen Diesel am Drehbuch anregend mitgearbeitet. Für die Auftraggeber war allerdings ein biographischer Film nicht das ‚künstlerische‘ Endziel, denn man wollte ja nur das Erwünschte zeigen. Die Handlung reichte nicht bis zum tragischen Ende des Erfinders. (…) Das Sujet des Films hatte gegenüber den anderen biographischen Produktionen ein photographisches Plus: Die Technik – mit Motoren, Maschinen, Werkhallen und Apparaturen – war das dankbare Objekt der Kamera. So wirkte der Schaffensprozess des großen Erfinders überzeugender. Die Presse berichtete viel über die Arbeiten an dem Film, nannte Rudolf Diesel einen ‚Menschen von fanatischer Zähigkeit‘, für einige Kritiker war Diesel der ‚Bismarck der deutschen Maschinenindustrie‘.“
Der Schweizer Filmberater befand: „Die neue deutsche Erfinderbiographie stellen wir unbedenklich an die Spitze der filmischen Lebensbilder. Es fehlt ihr zwar die Prunkhaftigkeit des Schlüter-Streifens, aber dafür wirkt sie unbedingt wärmer und unmittelbarer. Es geht ihr die kontrastreiche Licht-Schattenwirkung des Rembrandt-Films ab, aber dafür ist sie grade in ihrer sympathischen Verhaltenheit und Unaufdringlichkeit vertiefter und echter. (…) Gediegene Darstellungskunst – vor allem von Willy Birgel in der Hauptrolle, Hilde Weißner als seine Frau und Paul Wegener als Maschinenfabrik-Besitzer Buz – tadellose Kameraführung, gut abgestimmte, klangliche Begleitung und feinfühlige Spielleitung ließen einen Film entstehen, der in ungemein menschlich-warmen Tönen, unaufdringlich, aber eindringlich, uns dieses Schicksal nahebringt.“
Das Lexikon des internationalen Films kam zu folgendem Urteil: „Melodramatisch aufbereitet, schildert der starbesetzte Film aus dem UFA-Kino der Kriegszeit seinen Helden als beinahe übermenschliche Figur, die immer neue Energien mobilisiert, um eine Idee zu verwirklichen.“